# Branko Kostić
Pour les articles homonymes, voir Kostić.
Branko Kostić (serbe en écriture cyrillique : Бранко Костић), né le 28 août 1939 à Cetinje et mort le 20 août 2020 à Podgorica, est un homme politique serbe monténégrin.

## Biographie
Il exerce la fonction de président de la Présidence de la République socialiste du Monténégro entre mars 1989 et décembre 1990, puis, en tant que président intérimaire de la Présidence de la République fédérative socialiste de Yougoslavie de 1991 à 1992. Il est membre de la Ligue des communistes du Monténégro (parti politique monténégrin appartenant à la Ligue des communistes de Yougoslavie) jusqu'en 1990. Il rejoint ensuite le nouveau Parti démocratique socialiste du Monténégro. Il devient membre de la Présidence collective de la République fédérative socialiste de Yougoslavie le 16 mai 1991.
Il est un fervent partisan de l'union serbo-monténégrine. Lorsqu'un journaliste lui demande quelle est la différence entre les Monténégrins et les Serbes, il déclare « il y a une vaste majorité de Monténégrins qui peuvent dire qu'ils sont Serbes alors qu'une vaste majorité des Serbes ne peuvent dire qu'ils sont Monténégrins »,.